# 八幡暁
八幡 暁（やはた さとる、1974年9月17日 - ）は日本の冒険家。東京都出身。

## 経歴
専修大学経営学部時代、八丈島で素もぐり漁をはじめる。大学卒業後は世界各地の漁師の仕事を見ながら、国内外をまわる。シーカヤックに出会い、更なる海の可能性を見出す。『海とともに暮らす人々は、どのように生きているのか』をテーマに、2002年にオーストラリアから日本までの多島海域を舞台に「グレートシーマンプロジェクト」として人力航海の冒険をスタート。世界初となる航海記録を複数持つ。
手漕屋素潜店ちゅらねしあでガイド、各地で講演、執筆を行っている。

## 黒潮源流域調査
2009年、黒潮の源流域に暮らすフィリピンの人々を調査したいとの依頼を、高知大学山岡耕作教授（当時）より受け、シーカヤックでしかアプローチ出来ないような漁村を3年間かけ、南北1,000kmに渡って調査した。日本人に馴染みのある黒潮は、フィリピンのどのあたりから流れとして感じるようになるのか、またその海域の人々はどのように暮らしているのか。文明の力が、自然の力に押されている暮らしの様子は、100年前の日本のようであると伝えている。

## NPO法人 海遍路
日本の海の暮らし、知恵が急速に消えつつあることに気づき、人力のシーカヤックでお遍路さんのように漁村を訪問する海遍路の計画を立てる。海の暮らしを経験したことのないゲストと共に旅し、人間の都合で物事は進まないという実感を経験し、現場に生きる人達の世界を同じ目線にたって話を聞いて考える、が基本姿勢。研究者、経営者、写真家、ライターなど、ジャンルを越えて人と地域、都会を結びつける活動を目指している。暮らし、遊びからの実体験を得ることで、その土地の自然観を再考するきっかけになり、地域の価値を見出す力になり、自分の地域、他者の地域を思う心持ちが生まれると考えている。2013年までに、四国一周を終え、2014年は宮城県、2015年は有明海へ。日本全国の海への展開を見せている。神奈川新聞でも上、中、下と3日間に渡り詳しく取り上げられた。

## 一般社団法人そっか
地域の子供と一緒に遊びながら、身近な暮らしに自然を取り込めれば、失われてしまった「場」が生まれ、楽しく暮らせるのではないかと始めた神奈川県の逗子市にある地域コミュニティー。

## 名言
- 「潜れる海があれば死なない」
- 「身の丈+10センチの冒険を」

## 主なカヤック歴
- 2002年 オーストラリアから日本へ向け人力航海開始
- 2003年 インドネシア パプア州（ニューギニア島南西岸）700kmをニューギニア人パートナーとともに世界初横断
- 2004年 神奈川県〜沖縄 2,250kmをシーカヤック単独無伴走で初漕破
- 2005年 八重山諸島西表島〜沖縄本島那覇縦断 500kmをシーカヤック単独無伴走成功 世界初
- 2006年 台湾〜与那国島 黒潮横断 140kmをシーカヤック単独無伴走成功 世界初[5]
- 2006年 与那国〜西表島 77kmをシーカヤック（9名）で横断成功（伴走船付き）
- 2007年 フィリピン〜台湾 海峡横断をシーカヤック単独無伴走成功 世界初
- 2008年 八丈島〜鎌倉 海峡横断をシーカヤック単独無伴走成功 世界初
- 2008年 フィリピンパラワン州 300km 3名のチームでシーカヤックで海峡横断成功
- 2009年 インドネシア ジャワ島〜バリ島 1,000km 夫婦でシーカヤックによる横断 失敗
- 2010年 フィリピン 高知大と黒潮源流部共同調査行第一パート カタンドアネス
- 2011年 フィリピンパラワン州 シーカヤック単独無伴走、海峡横断 成功
- 2011年 フィリピン 高知大との黒潮源流部共同調査行第二パート ポリリョ諸島
- 2011年 第1回 四国一周「海遍路」高知編
- 2012年 第2回 四国一周「海遍路」徳島香川編
- 2012年 インドネシア：東ヌサトゥンガラ遠征
- 2013年 フィリピン 高知大学大学院黒潮圏総合科学専攻[6]との（黒潮源流部共同調査行）最終パート ルソン島北東部 漕破
  - （グレートシーマンプロジェクト航行記録 〜黒潮の源流部へ③[7]）
- 2013年 第3回 四国一周「海遍路」愛媛編
- 2014年 第4回 海遍路：宮城（閖上～気仙沼）
- 2015年 第5回 海遍路：有明海（熊本～長崎）
- 2015年 第4回 インドネシア タニンバル諸島遠征
- 2016年 第6回 海遍路：神奈川（小田原～横浜）[8]

## 主な出演番組

### テレビ
- NEWS23（TBS系列、2008年7月21日）
- 情熱大陸『大海原にひとりぼっち。オーストラリア〜日本まで遥か一万キロを人力のみで航海する３７歳冒険家に密着』（毎日放送・TBS系列、2012年02月26日）[9]
- ローカル直送便『 あいたい「浜の女の心意気〜鳥取県 浦富海岸〜」 』（NHK総合2012年7月5日）
- 世界まる見え!テレビ特捜部『書を捨てて旅へ出よう!世界は広い!冒険・探検 ２時間ＳＰ』（日本テレビ2013年5月20日）
- Traveling Seaside in Setonaikai（NHKワールド2014年2月15日）
- クレイジージャーニー（TBS系列、2016年3月17日）
- 美ら海ドローン大航海（NHK総合、2018年8月8日）
- にっぽん百名山（NHK－ＢＳプレミアム、2019年5月6日）

### ラジオ
- ラジオビタミン（NHKラジオ第1放送2008年09月03日）
- テリー伊藤 サンデーのってけラジオ（ニッポン放送2012年7月1日）
- 菅原文太 日本人の底力（ニッポン放送2014年3月30日）

## 関連書籍

### 雑誌
- 「カヌーライフ」（エイ出版社）
- 「BE-PAL」（小学館）
- 「ランドネ」（エイ出版社）
- 「ペーパースカイ」（ニーハイメディア・ジャパン）
- 「swim」（アールビーズ）
- 「高1MyVision」（ベネッセコーポレーション）
- 「Fielder」（笠倉出版社）

### 新聞
- 「神奈川新聞」（神奈川新聞社）　（2014年6月28日～30日　「海洋冒険家・八幡暁　連載【上】海抜「ゼロ」からみつめる　連載【中】「海は銀行」のしなやかさ　連載【下】「野生スイッチ」に導かれ
- 「神奈川新聞」（神奈川新聞社）　（2016年5月27日、28日　「海洋冒険家・八幡暁　シリーズ「命の現場・狩猟編」　【上】人にとって幸せとは　【下】シカと対峙 生死実感